# Cim Frode
Cim Frode, född 30 oktober 1987 i Kristdala, är en svensk gitarrist utbildad vid musikhögskolan i Piteå. Han är den första gitarrist i Sverige som blivit antagen att studera fingerstyle på heltid vid en svensk högskola.
År 2023 startade han tillsammans med Edvin Karlsson duoprojektet The Hollow Pines. Musiken är utgiven av Florecilla records.

## Diskografi
- Chapters (2015)
- Reminiscence (2017)
- Celtic Favorites (2018)
- The Whispering Trees (2018)
- Flowing (2019)
- Flowers of Joy (2020)
- Forget Me Not (2021)
- Summer's Herald (2022)
- Evergreen (2022)
- The Babbling Brook (2023)

### Singlar i urval
- Fallow (2023)
- Remembrance (2023)
- May River (2024)
- Goodbye Blue (2024)

## Utmärkelser
- 2018 – Kungliga Skytteanska samfundets pris till en ung musiker vid Musikhögskolan i Piteå[3]
- 2016 - Gitariststipendium från Albin Hagströms minnesfond[4]